# 吞噬体

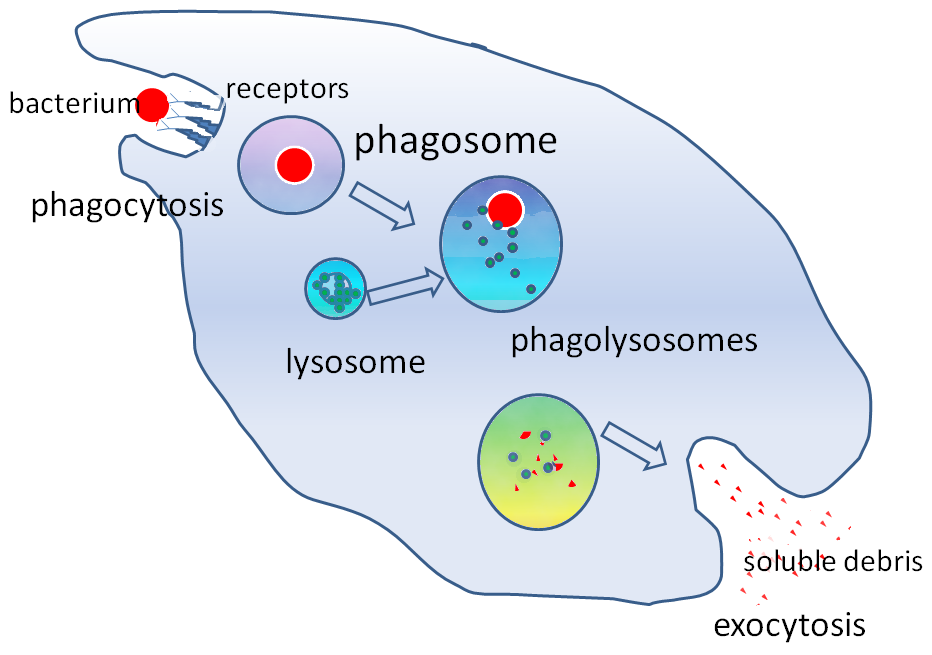
吞噬体示意图：一只细菌被吞噬的过程，其呈现吞噬体和吞噬溶酶体的形成。

吞噬体（phagosome）也称为吞噬小体，是细胞在胞吞作用时将被吞噬物质包围在细胞膜内，在胞质内形成由膜围绕的囊泡，这种囊泡由细胞膜向细胞内凹陷产生。
吞噬体是一种在免疫过程中常见的细胞结构，入侵机体內的病原微生物可在吞噬体中被杀灭、消化。在成熟过程中吞噬体需与溶酶体融合，生成兼具隔离与分解异己物质能力的吞噬溶酶体，这种经两种囊泡融合而成的新囊泡只曾在动物细胞中发现。

## 病原体躲避分解
一些通过胞吞作用进入病原体细菌能躲避分解，其中一部分（如考克斯氏体属细菌）可以在融合后的吞噬溶酶体中继续繁殖，而另一部分（如立克次氏体属细菌）则能通过破坏吞噬体膜在吞噬体与溶酶体融合之前逃逸到细胞质基质中。
包括结核分支杆菌（Mycobacterium tuberculosis）及鸟副结核分支杆菌（Mycobacteria avium paratuberculosis）的许多分支杆菌属细菌还可以操纵寄主巨噬细胞，使含有亚硝酸的溶酶体不能与吞噬体融合成吞噬溶酶体。这种在成熟过程中被阻断的吞噬体反而会成为其中的病原体繁殖的适宜环境。